# Cameronella
Cameronella is een geslacht van vliesvleugeligen uit de familie Pteromalidae. De wetenschappelijke naam van dit geslacht is voor het eerst geldig gepubliceerd in 1897 door Karl Wilhelm von Dalla Torre.

## Soorten
Het geslacht Cameronella omvat de volgende soorten:
- Cameronella apiomorphae (Girault, 1939)
- Cameronella auriventris (Ashmead, 1900)
- Cameronella blackburni (Cameron, 1888)
- Cameronella cyanea (Ashmead, 1900)
- Cameronella eucalypti (Girault, 1917)
- Cameronella gigantea (Girault, 1916)
- Cameronella pulchra (Girault, 1927)